# Praia do Moçambique
A praia do Moçambique é uma praia de mar aberto no nordeste da Ilha de Santa Catarina,em Florianópolis, voltado ao Oceano Atlantico. Com 8,5 km de orla, é famosa por ser a maior da ilha em extensão e pela sua beleza natural intocada.
Seu nome não veio do país africano, e sim da tatuíra, crustáceo que também é conhecido como Moçambique e é comum na praia. Já foi chamada de Praia Grande ou Praia da Lagoa, com o nome atual começando a ser usado a partir de 1850. A praia é limitada ao norte pelo Morro das Aranhas e ao sul pela Barra da Lagoa.
Faz parte do Parque Florestal do Rio Vermelho, uma reserva de aproximadamente 400 mil metros quadrados com vegetação predominante de pinheiros americanos. Não há construção alguma no local e nem no caminho. A paisagem torna-se ainda mais deserta com as dunas, que cortam a linha entre a vegetação rasteira e o oceano. A praia é propícia para trilheiros e cavalgadas. O canto esquerdo da praia, próximo à Ponta e as ilhas das Aranhas, costuma ser usado para a prática do surf.